# Sega Zone
 (juin 2021).
Le Sega Zone, également connue sous le nom de Sega Reactor est une console de jeux vidéo dédiée publiée sous licence de Sega (via AtGames) à l'été 2010 . Il dispose de 20 jeux classiques intégrés de la bibliothèque Mega Drive/Genesis. Sur ces 20 jeux, 16 d'entre eux ont un contrôle de mouvement activé. À sa sortie, il a coûté 49£ au Royaume-Uni.

## Jeux
20 jeux Sega Mega Drive sous licence.
- Kid Chameleon
- Chakan
- Shinobi III: Return of the Ninja Master
- Sonic & Knuckles[2]
- Sonic the Hedgehog Spinball
- Alex Kidd in the Enchanted Castle
- Comix Zone
- Altered Beast
- Arrow Flash
- Bonanza Bros.
- The Ooze
- Crack Down
- Dr. Robotnik's Mean Bean Machine
- Ecco the Dolphin[2]
- ESWAT: City Under Siege
- Fatal Labyrinth
- Flicky
- Gain Ground
- Golden Axe[2]
- Jewel Master

16 jeux de sport interactifs de la Zone 40.
- Darts[3]
- Curling
- Tennis
- Swimming
- Sword Of Warrior
- Fishing
- Badminton
- Super Shoot
- Baseball
- Golf
- Bowling
- Ping Pong
- Boxing
- Football
- Fencing
- Beach Volleyball[3]

14 jeux d'arcade (jeux Mega Drive produits par TecToy et AtGames)
- Jack's Pea
- Mahjong
- Warehouse Keeper
- Memory
- Spider
- Naval Power
- Mr Balls
- Cannon
- Bottle Taps Racer
- Bomber
- Checker
- Hexagonos
- Air Hockey
- Fight & Lose